# Пађи (Ђенова)
Пађи је насеље у Италији у округу Ђенова, региону Лигурија.
Према процени из 2011. у насељу је живело 60 становника. Насеље се налази на надморској висини од 188 м.